# Oedanomerus snizeki
Oedanomerus snizeki är en skalbaggsart som beskrevs av Marc Lacroix 2005. Oedanomerus snizeki ingår i släktet Oedanomerus och familjen Melolonthidae. Inga underarter finns listade i Catalogue of Life.